# Kożuszki (województwo podlaskie)
Kożuszki – wieś w Polsce położona w województwie podlaskim, w powiecie bielskim, w gminie Wyszki.
W latach 1975–1998 miejscowość administracyjnie należała do województwa białostockiego. Z przekazu ustnego najstarszego mieszkańca wsi wynika, że w jej okolicach znajdowała się kiedyś karczma żydowska.
Wierni kościoła rzymskokatolickiego należą do parafii św. Stanisława w Topczewie.